# Amt Kirchspielslandgemeinde Meldorf-Land

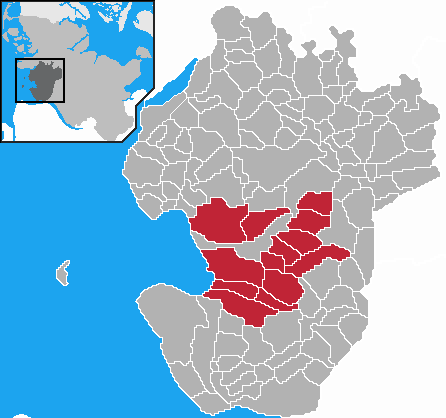
Lage des ehem. Amtes KLG Meldorf-Land im Kreis Dithmarschen

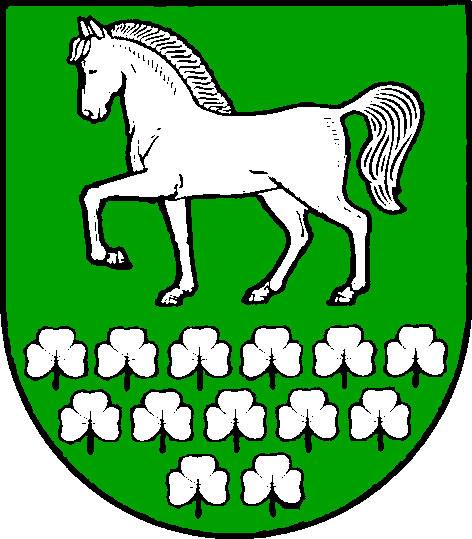
Wappen des ehem. Amtes KLG Meldorf-Land

Das Amt Kirchspielslandgemeinde Meldorf-Land war ein Amt im Kreis Dithmarschen in Schleswig-Holstein mit Verwaltungssitz in der Stadt Meldorf, die selbst nicht dem Amt angehörte. 
Das Amt wurde im Rahmen der Gemeindereform 1970 aus den beiden Ämtern Kirchspielslandgemeinde Meldorf-Marsch und Kirchspielslandgemeinde Meldorf-Geest gebildet. Meldorf war damals bereits Sitz der Verwaltung beider Ämter. Zum 25. Mai 2008 haben sich die Gemeinden des Amtes mit der Stadt Meldorf und den Gemeinden des Amtes Kirchspielslandgemeinde Albersdorf zum Amt Mitteldithmarschen zusammengeschlossen. 
Das Amt hatte eine Fläche von 200 km² und zuletzt rund 8800 Einwohner in den Gemeinden
1. Bargenstedt
2. Barlt
3. Busenwurth
4. Elpersbüttel
5. Epenwöhrden
6. Gudendorf
7. Krumstedt
8. Nindorf
9. Nordermeldorf
10. Odderade
11. Sarzbüttel
12. Windbergen
13. Wolmersdorf

## Wappen
Blasonierung: „In Grün über dreizehn 6 : 5 : 2 gestellten silbernen Kleeblättern ein schreitendes silbernes Pferd.“